# Тямпуру

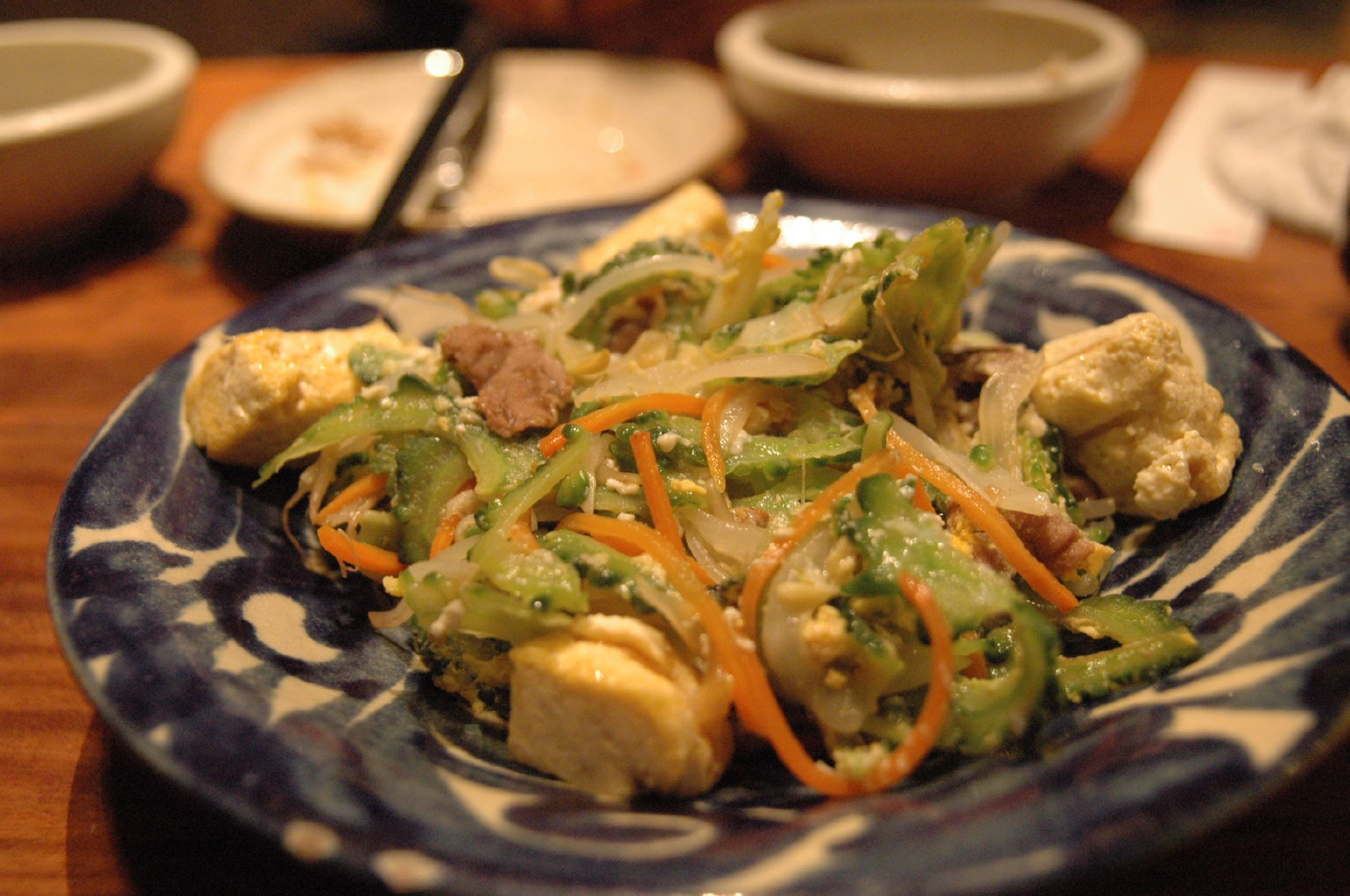
Гоя тямпуру

Тямпуру (яп. チャンプルー тямпуру:) — популярное блюдо окинавской кухни, готовящееся обжариванием в масле овощей, тофу, мяса или рыбы. Также в качестве ингредиентов часто используются мясные консервы, яйца, мояси и гоя. Само слово тямпуру на Окинаве означает смесь и иногда используется в отношении самого архипелага, подразумевая смешение различных культурных традиций: рюкюской, китайской, японской, американской и традиций юго-восточной Азии. Данное понятие родилось под влиянием индонезийской кухни, в частности, блюда наси чампур (индон. Nasi campur «рисовая смесь»).

## Виды тямпуру

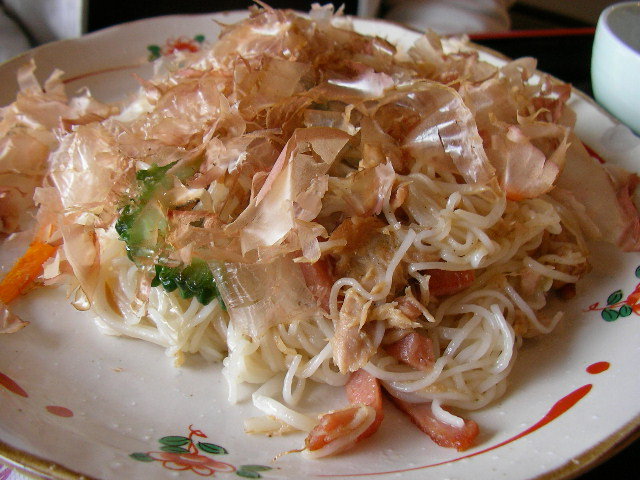
Тямпуру с лапшой

- Гоя тямпуру (яп. ゴーヤーチャンプルー го:я: тямпуру:, «тыквенное тямпуру»)
- Тамана тямпуру (яп. 玉菜チャンプルー тамана: тямпуру:, «капустное тямпуру»)
- Мамина тямпуру (яп. 豆菜チャンプルー ма:мина: тямпуру:, «бобовое тямпуру»)
- Папайя тямпуру (яп. パパヤーチャンプルー папая: тямпуру:, «тямпуру с папайей»)
- Набэра тямпуру (яп. ナーベーラーチャンプルー на:бэ:ра: тямпуру:, «тямпуру с люффой)
- Тофу тямпуру (яп. 豆腐チャンプルー то:фу тямпуру:, «тямпуру с тофу»)
- Фу тямпуру (яп. 麸チャンプルー фу: тямпуру:, «тямпуру с сейтаном»)
- Сомэн тямпуру (яп. 素麺チャンプルー со:мэн тямпуру:, «тямпуру с лапшой»)

## В культуре
Тямпуру иногда произносится и может быть записано по-английски как «champloo». В аниме «Самурай Чамплу» термин используется для подчёркивания смеси культур различных эпох Японии. К слову, один из главных героев сериала, Мугэн, родом с островов Рюкю.